# Себастијан Каваца
Себастијан Каваца (Крањ, 19. март 1973) је словеначки позоришни, филмски и телевизијски глумац.

## Биографија
Рођен је 1973. године у Крању, а од малих ногу показивао је заинтересованост за глуму. Након завршетка гимназије 1992. године уписује Академију за позориште, радио, филм и телевизију Универзитета у Љубљани, на којој дипломира 1999. године. Постдипломске студије уписао је наредне године, где је завршио филмску режију.
Најзначајније улоге играо је у филму Кратки спојеви (2006), серији Да сам ја неко (2015), као и у серији Сенке над Балканом (2017) где игра Габријела Махта, госта из Беча који је у потрази за изгубљеном огрлицом Романових. Поред битније улоге у серији Сенке над Балканом, публика из Србије је имала прилике да га види и у серији Наша мала клиника из 2007. године.
Живи и ради у Љубљани, где је активан члан Љубљанског народног позоришта.

## Породица
Себастијан је рођен у уметничкој породици. Његов отац Борис Каваца је познати југословенски и словеначки глумац, док је његова мајка Мојца Ситар била редитељка на Радију Љубљана. Његов брат Кристјан био је гитариста словеначке групе “MiladojkaYouneed”, а трагично је настрадао од последица повреда 1990. године на снимању музичког спота. Његов млађи брат био је Дамијан Каваца, сценограф и костимограф..
Из везе са Сташом Илином има двоје деце - Луку и Марка, а иза себе и брак који је трајао седам година, са уметницом Тином Врховник. .

## Филмографија
| Год.   | Назив                                 | Улога                           |
| ------ | ------------------------------------- | ------------------------------- |
| 1990-е |                                       |                                 |
| 1991.  | Триангел                              |                                 |
| 1995.  | Кармен                                |                                 |
| 1996.  | Камчатка                              | Јакоб Хофнагел                  |
| 1997.  | Crepinjice                            | интересантан тип                |
| 1998.  | Балканска рулета                      |                                 |
| 1998.  | Адриан                                | медитерански човек              |
| 2010-е |                                       |                                 |
| 2000.  | Леси се враћа                         |                                 |
| 2004.  | Желим све                             |                                 |
| 2004.  | Чоколадни снови                       | Егон                            |
| 2005.  | Ништа ново, ништа претерано           | Хе                              |
| 2005.  | Наша мала клиника (Хрватска)          | Фердо Пердец / др. Борис Врабец |
| 2006.  | Сан летње ноћи                        | Деметријус                      |
| 2007.  | Наша мала клиника (Словенија)         | др. Борис Врабец                |
| 2007.  | L... kot ljubezen                     | Игор                            |
| 2008.  | Заустави време                        | Миша                            |
| 2009.  | У земљи чудеса                        | Јосан                           |
| 2008.  | Наша мала клиника (Србија)            | Фердо Прдић                     |
| 2008.  | Vampir z Gorjancev                    | Роман                           |
| 2009.  | Ловац облака                          | Млади ловац облака              |
| 2010-е |                                       |                                 |
| 2010.  | Писма из Египта                       | Данијел                         |
| 2010.  | На путу                               | Дејо                            |
| 2010.  | Мој, твој, наш                        | Блаж Гром                       |
| 2010.  | Преписано                             | Сабастијан Зидар                |
| 2011.  | Леа и Дарија                          | Стјепан Деуш                    |
| 2011.  | Pikapolonica hoce odrasti             | Наратор                         |
| 2012.  | Faccia d'angelo                       | Драган                          |
| 2012.  | Халимин пут                           | планинар                        |
| 2012.  | Нахрани ме беседама                   | Матеј                           |
| 2012.  | Јутро                                 | отац                            |
| 2014.  | Монтевидео, видимо се!                | др. Оскар Емилио                |
| 2014.  | Монтевидео, Бог те видео! (ТВ серија) | др. Оскар Емилио                |
| 2014.  | Инферно                               | човек у оделу                   |
| 2015.  | Две Ене                               |                                 |
| 2015.  | Почивали у миру                       | млади Брунов Вилински           |
| 2015.  | Ти мене носиш                         | Марин                           |
| 2015.  | Идила                                 |                                 |
| 2015.  | Да сам ја неко                        | Марин                           |
| 2016.  | Ника                                  | Борис                           |
| 2016.  | Winnetou & Old Shatterhand            | Магуа                           |
| 2016.  | Winnetou - Der letzte Kampf           | Токви-Кава                      |
| 2016.  | Apoptosis                             | хирург                          |
| 2017.  | Мушкарци не плачу                     | Иван                            |
| 2017.  | Пребујања                             | Роберт                          |
| 2017.  | Сенке над Балканом                    | Габријел Махт                   |
| 2018.  | Едерлези рајзинг                      | Милутин                         |
| 2018.  | Гајин свет                            | Петер Равникар                  |
| 2018.  | Алекси                                | Тони                            |
| 2018.  | Беса                                  | Агим Сокољи                     |